# Зловісна зірка Горас
«Зловісна зірка Горас» (яп. 妖星ゴラス, Yōsei Gorasu) — науково-фантастичний фільм режисера Хонди Ісіро, оснований на ідеї Окамі Дзодзіро. Це історія зусиль людства зрушити Землю з її орбіти, щоб запобігти зіткненню з зіркою. Фільм був сильно відредагований для американського випуску.

## Сюжет
На початку 1979 року найвідоміший японський ракетний корабель JX-1 Hawk з екіпажем з 30 осіб був запущений з космодрому Агентства міжзоряних досліджень з Фудзі на дев'ять місяців, щоб досліджувати планету Сатурн.
Після подорожі екіпаж отримує нову директиву з Землі. Було виявлено, що маленька «планета» (яку деякі вчені вважали суцільним мегащільним ядром колапсуючої зірки) якось вийшла з-під контролю. Міжнародна наукова спільнота присвоїла їй назву «Горас». Намагаючись дослідити Горас у Сонячній системі, вчені з'ясовують, що вона менша за Землю, але з гравітацією у 6000 разів більшої земної. JX-1 потрапляє в гравітаційний колодязь від якого корабель знищується, а екіпаж помирає.
Передані дані повернулись назад на Землю під час різдвяного сезону. Через місяць, в 1980 році, астрономи та астрофізики міжнародної спільноти оголосили, що величезне небесне тіло зіткнеться з Землею через два роки.
Організація Об'єднаних Націй збирає найкращих вчених для вирішення ситуації, вони запропонували об'єднати велику кількість технічних досягнень, зроблених ними за останні два десятиліття. Після довгих дебатів наукова спільнота оприлюднила свій план порятунку Землі під назвою «Операція Південного полюса». Для розміщення великої міжнародної команди інженерів і вчених необхідно побудувати базу на Південному полюсі. План передбачає будівництво величезних ракетних двигунів на глибині 500 метрів від поверхні землі на території діаметром 600 кілометрів, які створять атомну енергію силою у 6 600 000 000 мегатонн. Після закінчення будівництва активовані двигуни мають перемістити Землю на понад 400 000 кілометрів від своєї орбіти за 100 днів, поки вона не опиниться поза досяжністю Горасу та його руйнівної гравітації, як тільки небезпека мине Землю повернуть назад на орбіту.
Потім ООН відправляє в космос решту прототипу субсвітового космічного корабля JX-2 Eagle для отримання додаткових даних про Горас.
Будівництво на базі Південного полюсу запроваджується в життя, кораблі та вертольоти багатьох країн привозять будівельний матеріал. Крім того, потужні мобільні тепловидільні пристрої, знані як атомні копачі, швидко збираються разом, щоб допомогти у створенні печер в крижаній місцевості Антарктики, які будуть необхідні для розміщення ракет-носіїв.
Тим часом у глибокому космосі JX-2 Eagle успішно виконує свою місію. Отримані дані, містять тривожний факт, що Горас безперервно збільшував свою масу, поглинаючи дедалі більше космічного сміття на шляху свого гравітаційного колодязя. Ці дані передаються співробітникам ООН на космічних станціях SSS-1, Terra та Delta.
На землі розпочинають перші попередні випробування ракетних двигунів. У всьому світі люди дивляться прямі телевізійні трансляції цієї події. Двигуни приводяться в дію, з орбітальних космічних станцій видно, як Земля тихо рухається. Операція на Південному полюсі проходить успішно, і Земля ухиляється від траєкторії польоту Гораса.
Тим часом, в космосі, з цією новиною, JX-2 Eagle отримує наказ повернутися разом з трьома космічними станціями (всі вони були переміщені, щоб уникнути ураження Горасом багатомільярдних конструкцій) на свою базу на Землі.
Повернувшись на Землю, коли останні ракетні прискорювачі були випробувані, з'явилась несподівана загроза. Випробування викликали неймовірну спеку, яка змусила вийти гігантського 30-метрового моржа зі свого будинку, розташованого глибоко під замерзлою тундрою. (В пресі назвали цю істоту «магума»; магума, очевидно, був прихованим залишком доісторичних істот, які збереглися до наших днів).
Вражений вторгненням у його будинок, магума атакує базу ООН. Для порятунку установки невелике судно ЛВЗП з потужним лазером, яке використовувалося як швидкий вантажний транспорт, вирушає для припинення штурму. Пілот сповнений рішучості зупинити істоту, не вбиваючи її, спочатку використовує лазерну гармату, щоб викликати лавину, яка поховає звіра під снігом. Однак магума легко рятується та продовжує свою атаку. Це не залишає команді з Південного полюса іншого вибору, окрім як направити смертоносний лазерний промінь на істоту, величезна тварина вбита. У глибокому космосі Горас продовжує свій руйнівний шлях, поглинаючи тепер кільця Сатурна. JX-2 нарешті повертається на Землю.
Через певний час Горас знаходиться на стільки близько до Землі, що його можна було побачити неозброєним оком, та як хмари стягуються до зірки. Починаються припливи та відливи, оголошується надзвичайний стан. Місяць, єдиний супутник Землі, притягується гравітацією Гораса та зникає. Повний вплив Гораса на Землю відчувається, коли Токіо затоплює цунамі. На космодромі агентства міжзоряних досліджень на Фудзі, JX-2 і космічна станція Терра зруйновані землетрусом. Ситуація також стає критичною на базі операції «Південний полюс», оскільки паводкові води потрапляють в зону двигунів, що призводить до гасіння декількох пожеж.
Після критичного моменту, повна співпраця всіх націй на планеті досягає мети, Землю віддаляють від шляху Гораса, а потім успішно повертають на нормальну орбіту, врятувавши планету від руйнування.

## Кайдзю
- Магума

## У ролях
| Актор              | Роль                 |
| ------------------ | -------------------- |
| Ікебе Рьо          | доктор Тадзава       |
| Сіракава Юмі       | Томоко Сонода        |
| Кубо Акіра         | Тацума Канай         |
| Мідзуно Кумі       | Такіко Номура        |
| Татікава Хіросі    | Вакабаясі            |
| Хірата Акіхіко     | Ендо                 |
| Сахара Кендзі      | Сайкі                |
| Тадзакі Дзюн       | Раїдзо Сонода        |
| Уехара Кен         | доктор Коно          |
| Сімура Такасі      | Кенсуке Сонода       |
| Кавадзу Сейдзабуро | Тада                 |
| Місіма Ко          | Санада               |
| Сакай Сатіо        | лікар                |
| Сасакі Такамару    | прем'єр-міністр Секі |
| Нісімура Ко        | Мурата               |
| Сакасіта Фуміо     | Хаяо Сонода          |

## Випуск
У кінотеатрах Японії показ фільму розпочався 21 березня 1962 року за сприяння Toho. 15 травня 1964 року Brenco Pictures через Allied Artists Pictures випустила стрічку з англійським дубляжем у США. У США разом із «Газовою людиною» стрічка була на подвійній ліцензії.

## Сприйняття
У сучасному огляді «Whit» з «Вараєті» визнав це «загалом першокласним починанням», зазначивши, що «особлива заслуга належить Цубураю Ейдзі за його спецефекти», а акторська гра Ікебе Рьо стала родзинкою акторського складу. Інший огляд «Whit.» з того ж випуску «Вараєті» знайшов, що його подвійна ліцензія з «Газовою людиною» збагатила сюжет.